# 海明威新棘鮋
海明威新棘鮋，為輻鰭魚綱鮋形目鮋亞目鮋科的其中一種，為亞熱帶海水魚，分布於西大西洋美國新澤西州至墨西哥灣北部、古巴海域，棲息深度45-230公尺，體長可達40公分，棲息在底層水域，生活習性不明，具有毒性。

## 扩展阅读
維基物種上的相關：海明威新棘鮋